# Svenska flottans historia

Sveriges örlogsflagga.

Svenska flottans historia beskriver svenska flottans historia från då Sverige bildades till ett rike fram till idag.

## Härkomst
De första spåren till en svensk örlogsflotta härrör från den tid, under vilken Sverige bildades som ett rike. Av sveakungen uppbådades då från de olika häraden skepp till "ledung", när fara hotade landet eller allmänt härnadståg beslutats. Enligt denna äldsta organisation av sjökrigsmakten ålåg fartygens utrustning såväl som deras bemanning de fria jordägarna, vilka därför var indelade i hamna och skeppslag. Efter vikingatiden minskade omfattningen av sjöstridskrafter i Sverige, och detta tillstånd sträckte sig i stort sett medeltiden ut.

## 1500-1900

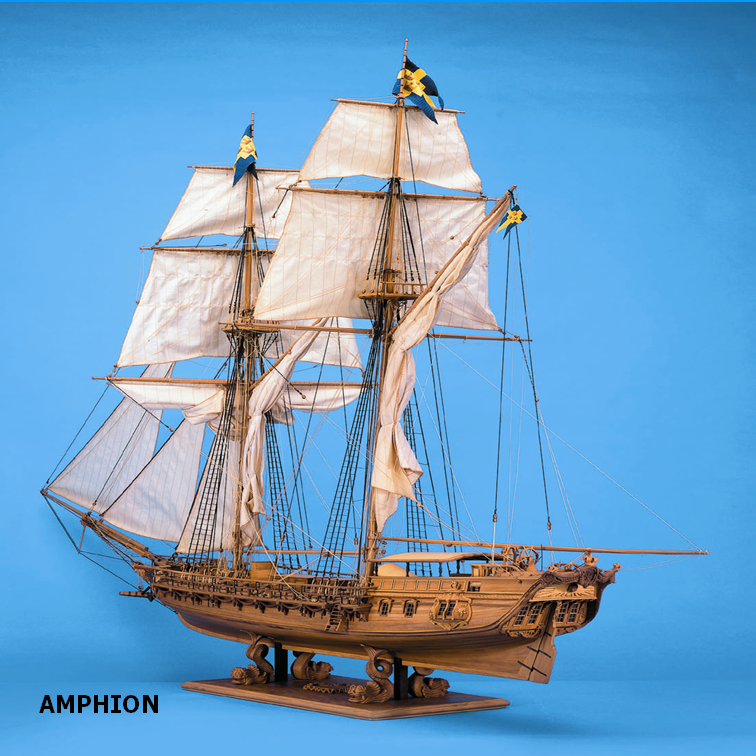
Turuman Amphion, sjösatt 1778.

Såsom en beständig led i ett försvarsväsen för en nation räknar den svenska flottan sitt upphov från Gustav Vasas tid. Krigsskepp hade funnits tidigare i Sverige, inte bara under vikingatiden, men också under medeltiden, till exempel Riddarholmsskeppet. Sådana var dock i mer lokal tjänst och/eller i tjänst hos regionala makthavare.
Början till Sveriges sjömakt utgjordes av tio från Lübeck inköpta örlogsskepp, däribland Lybska Svan. Vid slutet av Gustaf Vasas regering hade antalet krigsfartyg stigit till 30, och år 1566 räknade flottan 68 krigsfartyg, av vilka det största hade 90 kanoner och en besättning av 620 man. Under de inbördes tvistigheter, som följde efter Erik XIV:s avsättning, råkade flottan i förfall.
Några kraftigare åtgärder för sjövapnets iståndsättande gjordes inte, förrän Gustav II Adolf kommit på tronen, men genom dennes och efter honom Axel Oxenstiernas energiska åtgöranden sattes flottan i sådant skick, att den under krigen på 1600-talets mitt kunde inte blott upprätthålla herraväldet i Östersjön utan även mäta sig med den dåförtiden förnämsta sjömakten, den holländska. Under denna period delade man in fartygen i skepp, kofferdiskepp (handelsskepp) och övriga skepp såsom jakter och galejor. Enligt det samtida måttet var ett skepp "stort" om det hade ett deplacement på minst 600 ton. Mindre skepp var 500 ton och under. Störst bland fartygen på den tiden var "Huvud- eller kapitalskeppen" som hade två artilleridäck och ett deplacement på mellan 1 000 och 1 300 ton. Samtida organisationen placerade ett stort skepp med två små i en grupp som i sin tur grupperade i en eskader. Två till fyra eskadrar formade en flotta. Ett typiskt skepp från denna tid var det svenska skeppet Smålands Lejon. Det byggdes på Blaiseholmen 1634 och var ett medelstort skepp, höll 184 man och 40 kanoner och hade ett deplacement på cirka 800 ton. Skeppet såldes till Frankrike 1647. År
Antal örlogsfartyg under åren
- 1630 = 31
- 1635 = 53
- 1645 = 58
- 1650 = 42

Av ekonomiska skäl var Sverige tvungen att sälja flera av dess örlogsfartyg till Frankrike mellan 1545 och 1650.
Efter Karl X Gustavs död inträdde åter en tid, under vilken flottan försummades, men så snart Karl XI själv övertagit riksstyrelsen och lyckats bringa fred i landet, började flottans iståndsättning, och bedrevs denna med sådan kraft, att flottan vid nämnde kungs död åter befann sig i gott skick. Under Karl XII:s krig kom flottan till stor användning och visade sig också sin uppgift vuxen, så länge den underhölls, men sedan krigen börjat gå olyckligt och penningtillgången blev alltmera knapp, började för flottan en tid av tillbakagång.
Regementen under flottan i det Stora nordiska kriget (1717):
- Kofferdiregementet
- Volontärregementet
- Roslags sjögastars regemente
- Ölands sjögastars regemente
- Västernorrlands änterkarleregemente[5]
- Smålands äntergastars regemente
- Äntergastarsbataljonen
- Roddaregastregementet
- Sluproddarregementet

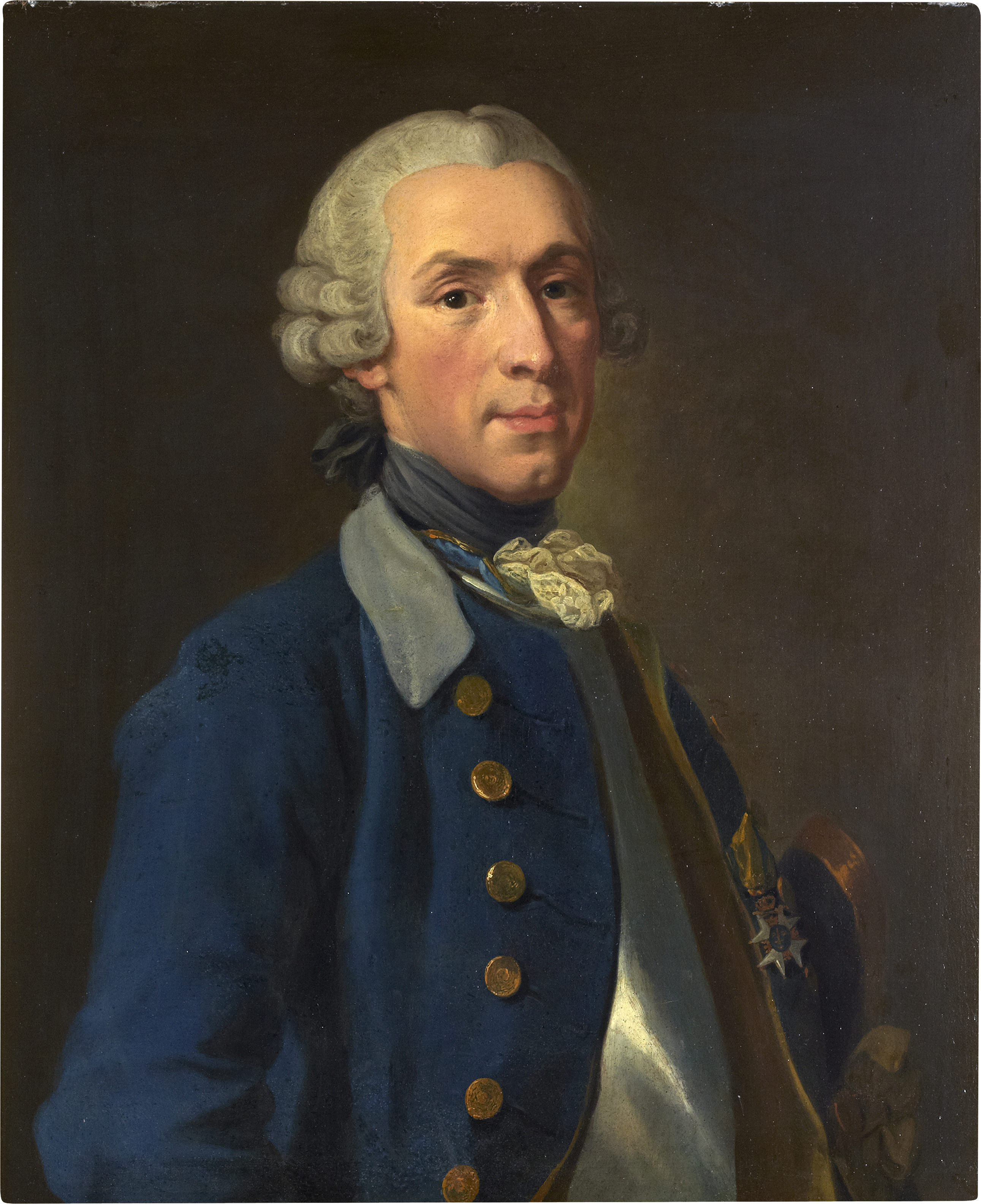
Peter von Stierneman iklädd uniform m/1756 för flottan och med Svärdsorden på bröstet. Porträtt från ca 1760 av Lorens Pasch den yngre.

Under Gustav III utvecklades sjövapnet åter och detta i sådan grad, att flottan vid början av krigsåret 1790 kunde utrusta 42 linjeskepp och fregatter jämte en del smärre örlogsfartyg samt 262 bevarade skärgårdsfartyg; denna flotta förde 5 250 kanoner och krävde för sin bemanning 44 000 man. Efter Gustaf III:s död vidtog åter en tid av förfall. Många kommittéer hade under det sistförflutna århundradet varit sysselsatta och många förslag hade utarbetats till sjövapnets iståndsättande, men inget av dem hade blivit bragt till utförande. Den plan, som åtminstone delvis kunde anses ligga till grund för flottans nybyggnad, uppgjordes av 1880–82 års parlamentariska sjöförsvarskommitté. Enligt dess förslag skulle flottan efter 80 år bestå av 14 större och 10 mindre pansarbåtar, 80 torpedbåtar och fyra korvetter. Länge såg det ut, som om även denna plan skulle stanna vid blotta förslaget, men efter 1896 års riksdag beviljade medel till byggande av två pansarbåtar av 1:a klass och en del övriga fartyg samt 1899 års riksdag till nybyggnad av åtta pansarbåtar med mera, började man kunna hysa förhoppning om planens förverkligande.

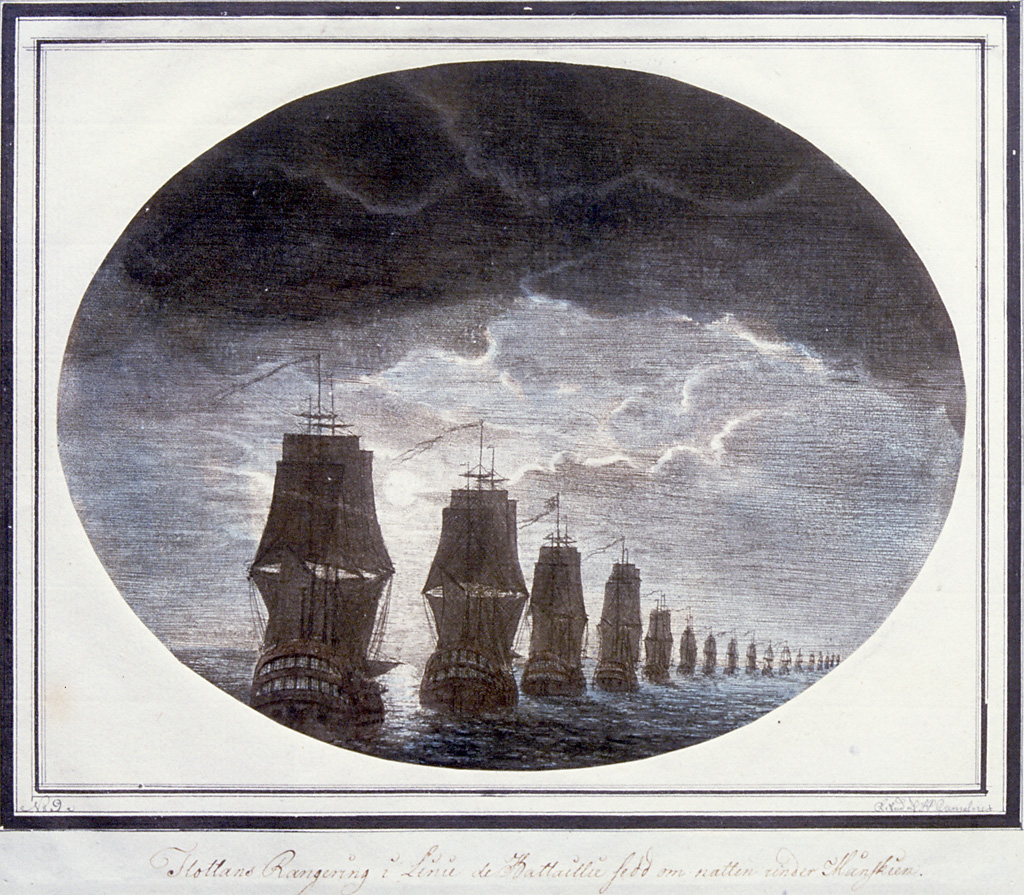
Svenska flottan under slaget vid Ölands södra udde 1789.

Den av Gustaf Vasa anskaffade flottan förlades till Stockholm, under det mindre stationer så småningom upprättades i Göteborg, Kalmar och en del övriga platser. På grund av erfarenheterna från kriget med Danmark 1675–1679 anlade Karl XI sistnämnda år Karlskrona och upprättade där en örlogsstation, till vilken den seglande flottan till största delen förlades, under det den så småningom uppväxande galärflottan huvudsakligen förlades till Stockholm. Under namn av arméns flotta skildes den sistnämnda år 1756 från den övriga flottan, som benämndes örlogsflottan. Arméns flotta eller, som den senare benämndes, skärgårdsflottan delades till en början i två eskadrar, av vilka den ena förlades till Stockholm och den andra till Sveaborg, under det örlogsflottan fortfarande förblev i Karlskrona med en mindre eskader i Göteborg. Örlogs- och skärgårdsflottorna sammanslogs åter 1824 till Kungl. Maj:ts Flotta, och har sjövapnet därefter varit en enhetlig institution med undantag av en kortare period (1866–1873), då detsamma var delat i Kungliga Flottan och Kungliga Skärgårdsartilleriet.

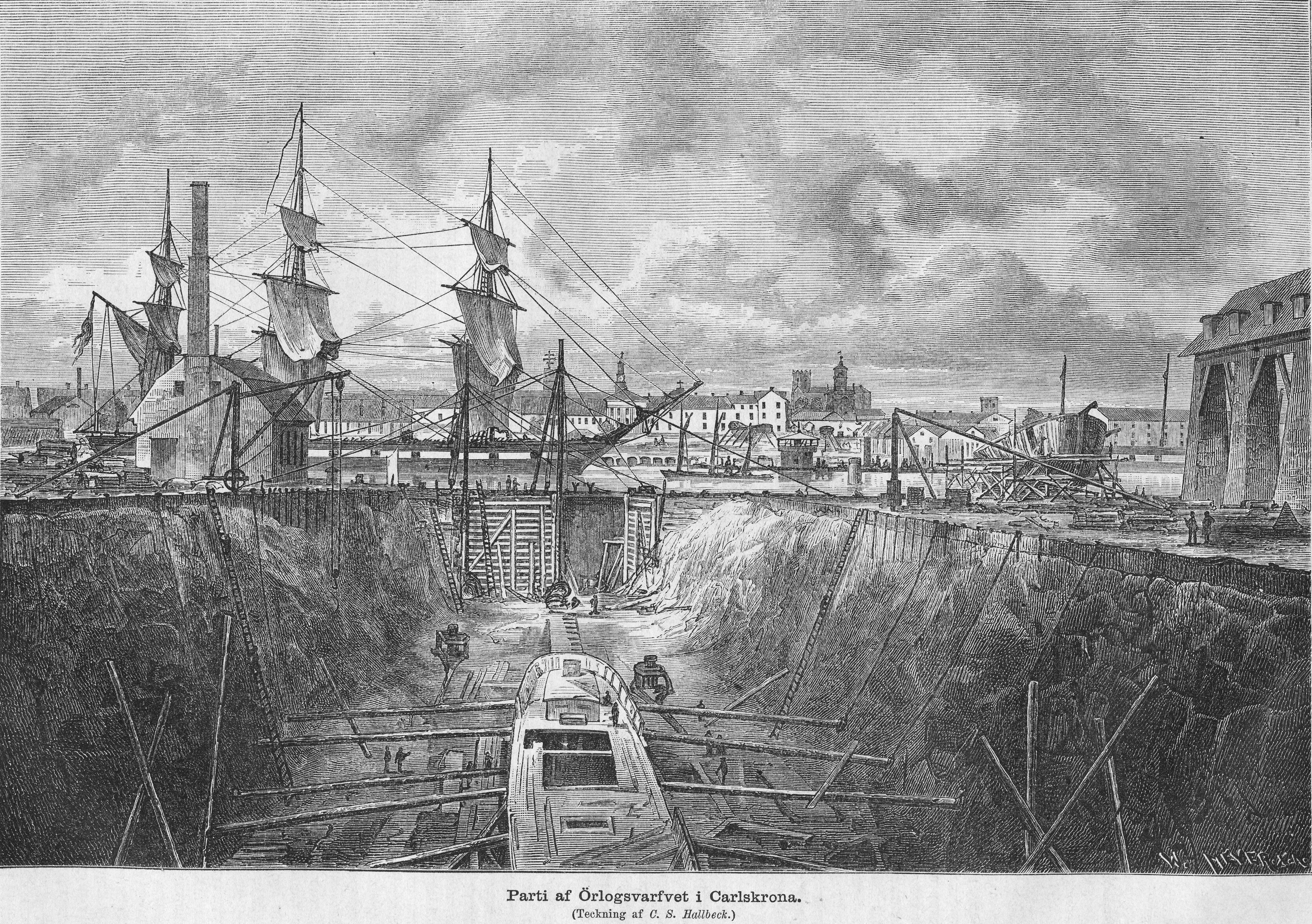
Torrdockan i Karlskrona örlogshamn 1877.

Sedan Göteborgs station först blivit förändrad till depå och 1870 helt och hållet indragen, blev flottan delad på de två stationerna i Stockholm och i Karlskrona. Vardera station stod under befäl av en stationsbefälhavare av flaggmans grad (flaggman är den kollektiva benämningen för amiral, viceamiral och konteramiral) och utgjordes dels av personalen för fartygens bemanning samt för dess utbildning befintliga skolor med mera, dels av ett värv för materielens underhåll och vård, dels också av proviant- med flera förråd för fartygens utrustande. Flottans personal av underbefäl och manskap utgjordes av flottans underofficerskår, dess sjömanskap samt till tjänst vid flottan inskrivna värnpliktiga. Vid vardera station stod den del av underofficers- och sjömanskårerna, som tillhörde densamma, under befäl av en chef för underofficers- och sjömanskårerna av kommendörs eller kommendörkaptens grad. Sjömanskåren var indelad i 11 kompanier, av vilka sex tillhörde Stockholms och fem Karlskrona station. Flottans värnpliktiga tillhörde de olika uppbåden och landstormen enligt samma bestämmelser, som för arméns värnpliktige blivit angivna. Tjänstgöringstiden i fredstid var 172 dagar till och med år 1908, därefter 300 dagar. För vissa kategorier av värnpliktiga var denna tjänstgöring fördelad på två år, under det den av övriga fullgöres i en följd. Underofficers- och sjömanskårerna var under utvidgning; 1908 års stat upptog styrkan till respektive 546 och 4 000 man. Det antal värnpliktiga, som vid krigstillfälle kunde påräknas, uppgick till omkring 9 000 man i första uppbådet och 3 000 man i andra uppbådet. I spetsen för vardera av flottans varv stod en varvschef av kommendörs eller kommendörkaptens grad. Verksamheten å flottans varv var fördelad på fem departement, nämligen artilleri-, torped-, ekipage-, min- och ingenjördepartementen, de fyra förstnämnda under befäl av kommendörkapten eller kapten, ingenjördepartementet under befäl av en marindirektör. Förutom en del militär personal sysselsatte varvet i Karlskrona omkring 1 600 och varvet i Stockholm omkring 550 verkmästare, förmän och varvsarbetare.
I slutet av 1800-talet ersattes de segeldrivna skeppen alltmer av maskindrivna kryssare.

## Vikingatiden
När Gustav Vasa  stred mot danskarna i befrielsekriget bestod flottan icke av annat "än en hop skärjebåtar och annat prackeri ther hvarken hjelp eller tröst medförde", men Vasa, som erfarit behovet av en flotta, lyckades på kredit köpa en flotta av köpmän från Lübeck till en kostnad av 42 000 mark eller tio tunnor silver. Den 7 juni 1522 räknas som den dag då den svenska flottan föddes, då 750 tyska legoknektar med tio skepp anländer till Stockholm. Det största skeppet i denna eskader var kraveln Lybska Svan . Gustav Vasa fortsatte när han blivit Sveriges kung att vidta kraftiga åtgärder till skapande av en flotta och efterlämnade vid sin död över 30 krigsskepp. 
Under Erik XIV nådde flottan sin glanspunkt. Den hade stora framgångar mot den förenade dansk/lübska flottan i sjöslagen under det nordiska sjuårskriget. Den uppgick 1566 till 68 skepp, med tillsammans omkring 2 000 kanoner samt över 7 000 mans besättning, dels ständigt, dels värvat sjöfolk, dels knektar. Flottan underhölls i dessa tider av rikets allmänna medel, varjämte städerna stundom lämnade krigsfartyg; i dess provianterande deltog alla utom adeln. Någon ordnad överstyrelse fanns ej ännu, utan vapnets styrka berodde mest av regentens personlighet. Det förföll också hastigt under Johan III och Karl IX. 

## Stormaktstiden

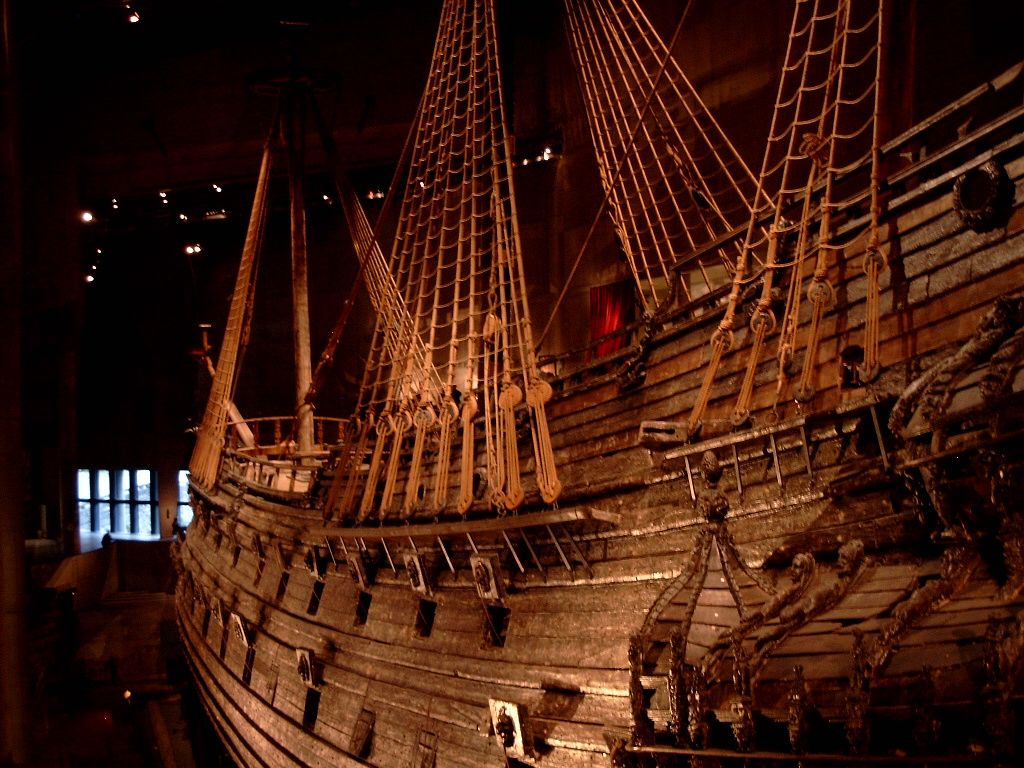
Regalskeppet Vasa.

Flottans tredje blomstringsperiod inträffade under Gustav II Adolf,
Kristina och Karl X Gustav. Klas Flemings klokhet och energi bidrog förnämligast till dess nydaning. En ordnad överstyrelse, Amiralitetskollegium, grundades 1617 och organiserades 1634; det ständiga båtsmanshållet, omkring 3 000 man, inrättades 1635. En skärgårdsflotta bildades och bestod 1643 av 150 mindre fartyg (lodjor). 1640 räknade stora flottan 40 rangskepp och 40 galejor, och dess bestyckning utgjorde omkring 1 300 kanoner. 1654 hade skeppens antal ökats till 50. Karl XI:s förmyndarregering gjorde litet eller intet för att hålla flottan i tjänstbart skick; följderna visade sig i de olyckliga sjöstrider,som den utkämpade mot den tidens dugligaste sjömän, holländare och danskar. 1675 räknade flottan 27 rangskepp och åtta fregatter, med en bestyckning av 1 934 kanoner, men hade fyra år senare smält ihop till 16 skepp, utom fregatter och mindre fartyg. 
Med Hans Wachtmeisters kraftiga bistånd skapade Karl XI snart en ny, tidsenlig flotta. En lämpligare örlogshamn, Karlskrona anlades, överstyrelsen flyttades dit från huvudstaden, och personalen ordnades så, att redan 1679 fanns 758 befäl och underbefäl samt över 11 000 sjömän, flertalet indelta och roterande båtsmän, örlogsflottan hade vid kungens död (1697) ökats till 37 rangskepp och åtta fregatter, oräknat den i Stockholm förlagda galäreskadern. Med Sveriges fall från sin stormaktsställning började för svenska flottan en långvarig vanmakt. Frihetstidens män saknade dock ej god vilja att återupprätta sjövapnet, vilket syns av de många planer, som av ständerna uppgjordes till dess ordnande. 1756 fanns 24 linjeskepp, 12 fregatter och 26 mindre fartyg, med en bestyckning av omkr. 2 000 kanoner. Samma år upprättades Arméns flotta.

## Flottans pånyttfödelse

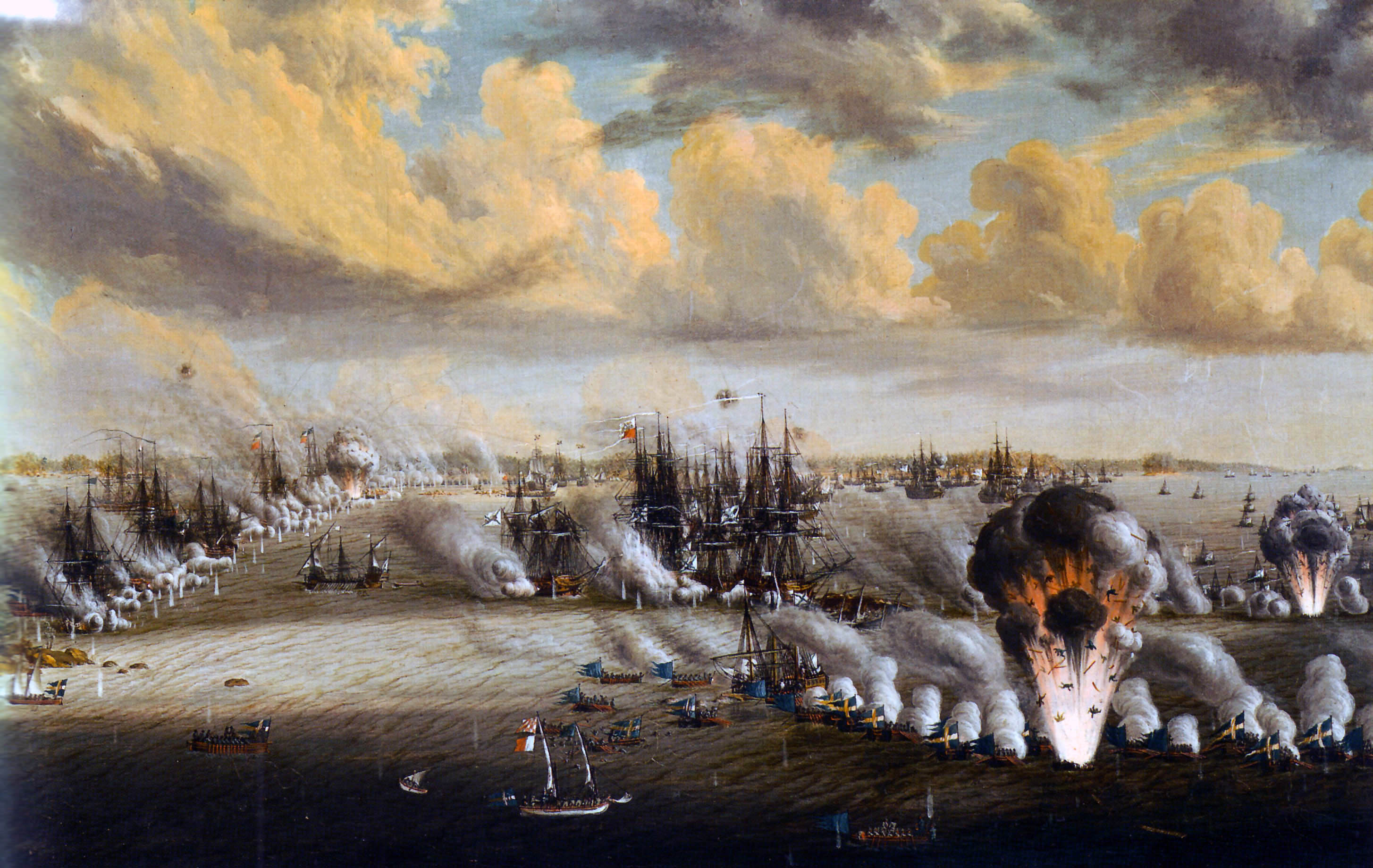
Slaget vid Svensksund.

Gustav III lyckades att för en kort tid återge flottan dess forna glans. Dess numerära styrka uppgick 1790 till 26 linjeskepp, 16 fregatter och 280 skärgårdsfartyg, överstyrelsen flyttades 1776 till Stockholm; fyra år senare inrättades generalamiralsämbetet i Karlskrona. De 11 linjeskepp och sex fregatter, som utrustades 1808, utgjorde en föga livskraftig kvarleva från svenska flottans senaste glansperiod. Efter "stora flottans" (linjeskepp och fregatter, kallad högsjöflottan) och "lilla flottans" (skärgårdsflottan) sammanslagning (1824) gjordes tid efter annan fåfänga bemödanden att återupprätta sjöförsvaret.